# Eleccions legislatives neerlandeses de 2006
Les eleccions legislatives neerlandeses de 2006 se celebraren el 22 de novembre de 2006, per a renovar els 150 membres de la Tweede Kamer. Va vèncer novament el Crida Demòcrata Cristiana del primer ministre Jan Peter Balkenende, qui va recuperar la major part dels vots que havien anat a la Llista Pim Fortuyn, i finalment formarà govern amb el PvdA i la Unió Cristiana.

## Resultats
| ← Eleccions legislatives neerlandeses, 2006 → |                                                       |                      |           |      |        |
| Partit                                        | Partit                                                | Líder                | Vots      | %    | Escons |
|                                               | Crida Demòcrata Cristiana (CDA)                       | Jan Peter Balkenende | 2.608.573 | 26,5 | 41     |
|                                               | Partit del Treball (PvdA)                             | Wouter Bos           | 2.085.077 | 21,2 | 33     |
|                                               | Partit Socialista (SP)                                | Jan Marijnissen      | 1.630.803 | 16,6 | 25     |
|                                               | Partit Popular per la Llibertat i la Democràcia (VVD) | Mark Rutte           | 1.443.312 | 14,7 | 22     |
|                                               | Partit per la Llibertat (PVV)                         | Geert Wilders        | 579.490   | 5,9  | 9      |
|                                               | Esquerra Verda (GL)                                   | Femke Halsema        | 453.054   | 4,6  | 7      |
|                                               | Unió Cristiana (CU)                                   | André Rouvoet        | 390.969   | 4,0  | 6      |
|                                               | Demòcrates 66 (D66)                                   | Alexander Pechtold   | 193.232   | 2,0  | 3      |
|                                               | Partit pels Animals (PvdD)                            | Marianne Thieme      | 179.988   | 1,8  | 2      |
|                                               | Partit Polític Reformat (SGP)                         | Bas van der Vlies    | 153.266   | 1,6  | 2      |
|                                               | Altres                                                |                      | 100.919   | 1,0  |        |
| Total                                         | Total                                                 |                      |           | 150  | —      |
|                                               |                                                       |                      |           |      |        |